# Лиепайская военно-морская база
Лиепайская военно-морская база — бывшая военно-морская база Балтийского флота СССР.

## История
Формирование ВМФ СССР, состоявшее из различных корабельных и береговых соединений, частей, служб и учреждений. Входила в состав Балтийского флота. Располагалась вблизи незамерзающего порта Лиепая на западном побережье Курляндского полуострова.

### Порт Либава
История зарождения и развития базы русского флота в этом районе связана с портом Либава, который начиная с 1715 года периодически использовался как временный пункт базирования кораблей в военное время (в Северной войне 1700—1721 годов, Семилетней войне 1756—1763 и других войнах).

В 1890 Россия приступила к строительству около города Либава укреплённого военного порта для постоянного базирования кораблей, который был назван «порт императора Александра III».
 Во время Русско-японской войны 1904—1905 годов в Либавском военном порту формировались и готовились для отправки на Дальний Восток эскадры под командованием 3. П. Рожественского и Н. И. Небогатова.
В период первой русской революции 1905—1907 годов матросы кораблей, базировавшихся в порту, и либавского флотского экипажа с оружием выступали против самодержавия. Вскоре после начала Первой мировой войны 1914—1918 годов русское командование вывело корабли в другие порты и эвакуировало гарнизон из Либавы. С 15 мая 1915 года город был оккупирован германскими войсками, а его военный порт стал базой германского флота.
После поражения кайзеровской Германии этот порт в ноябре 1918 года был занят английской эскадрой и до февраля 1919 года использовался как база для интервенции против Советской России, а затем отошёл к независимой Латвии.

### В годы Великой Отечественной войны
В ВМФ СССР Лиепайская военно-морская база была сформирована после образования в 1940 году Латвийской ССР. К началу Великой Отечественной войны в состав базы входили торпедные катера и корабли охраны водного района, береговые и железнодорожные артиллерийские батареи, зенитно-артиллерийские дивизионы и другие части. На неё базировались лёгкие силы Балтийского флота и бригада ПЛ.
С началом Великой Отечественной войны все части и подразделения Лиепайской ВМБ совместно с базировавшимися на неё кораблями во взаимодействии с войсками 8-й армии при поддержке отрядов вооружённых рабочих местных предприятий принимали активное участие в обороне города, торгового порта и территории базы. По решению командования Северо-Западным фронтом 26 июня 1941 года началась эвакуация Лиепаи.
1 июля 1941 года база была расформирована. Вновь база сформирована по решению Советского Верховного Главнокомандования 9 ноября 1944 года, после проведения Мемельской наступательной операции и выхода войск 1-го Прибалтийского фронта на побережье Балтийского моря на участке севернее Паланги, устье р. Неман. До освобождения советскими войсками Лиепаи корабли базы дислоцировались в гавани Свента в районе Паланги.
В конце 1944 — начале 1945 года силы Лиепайской ВМБ в составе Балтийского флота вели активные боевые действия в Балтийском море, участвуя в блокаде войск вражеской группировки на Курляндском полуострове. После капитуляции в мае 1945 этой группировки соединения и части базы были перебазированы в Лиепаю.

### Лиепайская ВМБ 1945—1994
9 мая 1945 года Лиепая освобождена советскими войсками.
25 февраля 1946 года создана 1-я Краснознамённая бригада ПЛ с базированием на г. Лиепая.
В марте 1951 года сформирована 27-я Краснознамённая дивизия ПЛ из 1-й Краснознамённой бригады ПЛ.
28 января 1958 года сформирована 37-я отдельная Краснознамённая бригада ПЛ на базе расформированной 27-й Краснознамённой дивизии ПЛ.
Май 1962 года — Сформирована 37-я отдельная Краснознамённая дивизия ПЛ из 37-й отдельной Краснознамённой бригады ПЛ.
Январь 1968 года — Сформирована 118 бригада кораблей охраны водного района (118 БК ОВР) с подчинением командиру ЛиВМБ. Основание — Директива ГШ ВМФ СССР № ОМУ/1/984013с от 13.01.1968 г.
1 июля 1976 года — на базе 37-й отдельной Краснознамённой дивизии ПЛ сформирована 14-я эскадра подводных лодок в составе 16-й дивизии ракетных ПЛ и трёх бригад торпедных ПЛ.
1 октября 1990 года — Директивой ГШ ВМФ 16-ю дивизию ПЛ переформировали в 58-ю бригаду ПЛ, 14-ю эскадру — в 20-ю дивизию ПЛ, а с 1 октября 1993 года были расформированы и эти подразделения.
1992—1993 гг. — военно-политическое решение руководства страны и ВС РФ, Директивой ГШ ВМФ № 730/1/0816 от 28.09.1993 г. — о выводе кораблей из Латвии, вмб Лиепая, была расформирована 118 БК ОВР. Корабли расформированной 118 БК ОВР в составе: 109 дивизиона противолодочных кораблей и 488 дивизиона тральщиков были передислоцированы в Балтийск и Кронштадт.
1 июня 1994 год — Последние российские боевые корабли, малые ракетные корабли «Зыбь», «Пассат» и «Шторм», покинули Лиепайскую военно-морскую базу в соответствии с российско-латвийским соглашением.

### Подразделения подводных лодок, базировавшиеся в Лиепае
1-я Краснознамённая бригада ПЛ (штаб г. Лиепая): 1-й дивизион ПЛ, 2-й дивизион ПЛ, 3-й дивизион ПЛ.
27-я Краснознамённая дивизия ПЛ (штаб г. Лиепая): 158-я бригада ПЛ, 159-я бригада ПЛ — с марта 1951 по 1960
37-я отдельная Краснознамённая бригада ПЛ с 28 января 1958 года по 8 мая 1962 года (штаб г. Лиепая)
Командир — Кабанов Иван Петрович — с 1961 по 196?, начальник штаба — Преображенский Валерий Анатольевич — с 1961 по 196?
37-я отдельная Краснознамённая дивизия ПЛ (штаб г. Лиепая) 22-я бригада ПЛ — с 1965 по 1 июля 1976, 40-я отдельная бригада ПЛ — с мая 1961 года по 1 июля 1976, 107-й отдельный дивизион ПЛ — с 1969 по 1972
14-я эскадра ПЛ (штаб г. Лиепая)
- 22-я бригада ПЛ — с 1 июля 1976,
- 40-я отдельная бригада ПЛ — с 1 июля 1976,
- 16-я дивизия ПЛ — с 23 июля 1976 по 1 октября 1990,
- 58-я бригада ПЛ — с 1 октября 1990 по 1 октября 1993

## Командиры
- октябрь 1939 — январь 1940 — капитан 1 ранга Шергин, Александр Петрович
- июнь 1941 — капитан 1 ранга Клевенский Михаил Сергеевич
- ноябрь 1944 — капитан 2 ранга Барабан Пётр Ильич врио;
- декабрь 1944—1946 — контр-адмирал Кузнецов, Константин Матвеевич.
- ноябрь 1953 — декабрь 1955 — контр-адмирал Алексеев Владимир Николаевич

Политический отдел

к-а Гагаркин Валентин Николаевич